# 37è Festival Internacional de Cinema de Moscou
El 37è Festival Internacional de Cinema de Moscou es va celebrar entre el 19 i el 26 de juny de 2015. El jurat de la secció principal de la competició fou presidit pel realitzador francès Jean-Jacques Annaud. Las pel·lícula búlgara Karatsi d'Ivaylo Hristov va rebre el Jordi d'Or.

## Jurat
- Jean-Jacques Annaud ( França - President)
- Jacqueline Bisset ( Regne Unit)
- Fred Breinersdorfer ( Alemanya)
- Andrew Vajna ( Hongria)
- Aleksei Fedortxenko ( Rússia)

## Pel·lícules en competició
Les següents pel·lícules foren seleccionades per la competició:
| Pel·lícula                 | Director            | País             |
| -------------------------- | ------------------- | ---------------- |
| Karatsi                    | Ivaylo Hristov      | Bulgària         |
| Armi elää!                 | Jörn Donner         | Finlàndia        |
| Arventur                   | Irina Evteeva       | Rússia           |
| Kimi wa iiko               | Mipo Oh             | Japó             |
| Enklava                    | Goran Radovanovic   | Alemanya, Sèrbia |
| Los héroes del mal         | Zoe Berriatúa       | Espanya          |
| Milyy Khans, dorogoy Pyotr | Aleksandr Mindadze  | Alemanya, Rússia |
| Orlean                     | Andrey Proshkin     | Rússia           |
| Rosita                     | Frederikke Aspöck   | Dinamarca        |
| The Road                   | Rana Salem          | Líban            |
| Darya va mahi parande      | Mehrdad Ghafarzadeh | Iran             |
| Toll Bar                   | Zhasulan Poshanov   | Kazakhstan       |

## Premis
- Jordi d'Or: Karatsi, d'Ivaylo Hristov[3]
- Premi Especial del Jurat: Irina Evteeva, per Arventur
- Jordi de Plata:
  - Millor Criector: Frederikke Aspöck per Rosita
  - Millor Actor: Yerkebulan Daiyrov per Toll Bar
  - Millor Actriu: Elena Lyadova per Orlean
- Premi Especial per una contribució especial al món del cinema: Jean-Jacques Annaud
- Premi Stanislavsky: Jacqueline Bisset